# Grønlands Hjemmestyre
Grønlands Hjemmestyre (grønlandsk: Namminersornerullutik Oqartussat) bestod efter Lov nr. 56 af 21. februar 1979 om Grønlands Hjemmestyre af en folkevalgt forsamling benævnt Landsting, svarende til et parlament i andre lande, og en forvaltning, der ledtes af et landsstyre, svarende til en regering. Grønlands Hjemmestyre erstattedes i 2009 af Grønlands Selvstyre.
Landstinget etablerede i 1994 en ombudsmandsinstitution, der er uafhængig af Landstinget. Ombudsmanden vælges af Grønlands Landsting og fører på Landstingets vegne tilsyn med hjemmestyrets og kommunernes forvaltning gennem behandlingen af de klager, som institutionen modtager.
Det grønlandske retsvæsen adskilte sig på flere måder markant fra retsvæsenet i andre lande, men var stadig et dansk statsanliggende, hvor ansvaret for retsvæsen, politi og kriminalforsorg blev varetaget af Justitsministeriet i Danmark. Den Grønlandske Retsvæsenskommission afgav i maj 2005 en Betænkning om det grønlandske retsvæsen].

## De formelle rammer for Grønlands Hjemmestyre
Grønlands Hjemmestyre varetog som institution Grønlands interesser, mens hjemmestyret som styreform placerede Grønland inden for rammerne af det dansk-færøsk-grønlandske rigsfællesskab. De centrale punkter i hjemmestyreordningen var større ansvar og øget kompetence for lokalbefolkningen.

### Indførelsen
Hjemmestyreordningen blev vedtaget af Folketinget, efter at en vejledende folkeafstemning på Grønland 1. maj 1979 havde vist et flertal på 70.1 % for tilslutning til forslaget. Hjemmestyret overtog ved indførelsen en række ansvarsområder.

### Videre forløb
Hjemmestyret blev senere hen udvidet til at omfatte størstedelen af mulige ansvarsområder. Per 5. november 2005 var ansvaret for sikkerheds- og udenrigspolitikken samt den fulde forvaltning og retten til undergrunden fortsat et rigsfællesskabsanliggende.

### Tvistpunkter mellem Grønland og Danmark
I forholdet mellem Danmark og Grønland var Hjemmestyreloven genstand for en række tvister; især spørgsmål som retten til undergrunden og befolkningens folkeretslige status markerede skillelinjerne. Hjemmestyrelovens § 1 indledtes med sætningen: "Grønland udgør et særligt folkesamfund inden for det danske rige", hvor mange i stedet ville hævde, at Grønland har sin egen befolkningsgruppe, som udgør et selvstændigt folk i folkeretslig forstand. Retten til undergrunden tilhører rigsfællesskabet, og spørgsmålet er særlig relevant i forbindelse med udvinding af råstoffer (olie, gas, mineraler, m.v.). Der blev indgået en aftale om at et eventuelt overskud fra udvinding deles mellem Danmark og Grønland. Den politiske debat i Grønland var siden Hjemmestyrets indførelse præget af disse to temaer.

### Planer om selvstyre
Selvstyrekommissionen, der blev nedsat af den daværende landsstyrekoalition mellem Siumut og Inuit Ataqatigiit i december 1999, afleverede 11. april 2003 sin endelige betænkning.
Baggrunden for at nedsætte Selvstyrekommissionen var den udvikling, der var foregået, siden hjemmestyret blev indført i 1979, hvor stadig flere sagsområder blev overtaget fra den danske stat, samtidig med at Grønlands forhold til omverdenen ændrede sig. En sådan ændring var fx Danmarks medlemskab af EU, hvor Danmark i stigende grad overfører kompetence til EU. Det har medført, at Grønlands aftalemæssige relationer til EU i fremtiden får stadig større betydning. Sideløbende foregår der i verden generelt en globaliseringsproces, der fordrer at Grønland selvstændigt kan varetage sine interesser.
På den baggrund fandt det daværende Landsstyre det nødvendigt at iværksætte et arbejde, der skulle klarlægge Grønlands fremtidige stilling inden for rigsfællesskabet. Kommissionen fik til opgave at "beskrive de områder, hvor hjemmestyret har overtaget kompetence, de områder hvor den danske stat fortsat har kompetencen, samt de områder hvor kompetencen på forskellig vis er delt mellem hjemmestyret og staten". Kommissionens opgave var desuden at beskrive hjemmestyrets nuværende forfatningsretlige stilling samt at udarbejde et grundlag for at udvikle Grønlands selvstændighed inden for rigsfællesskabets rammer.
I den endelige betænkning foreslog Selvstyrekommissionen en Partnerskabstraktat mellem Grønland og Danmark om Grønlands selvbestemmelsesret for at signalere, at der – også i fremtiden – ønskes et godt og tæt forhold mellem rigsfællesskabets parter, og at dette forhold baseres på opfattelses af ligeværdige parter, der gensidigt respekterer hinanden. Derfor anbefalede Selvstyrekommissionen, at Grønland anerkendes som et subjekt i forhold til folkeretten, der selvstændigt kan indgå forpligtelser i forhold til omverdenen, og at Grønland til hver en tid har ret til selvbestemmelse.
På et møde 11. december 2003 godkendte et enigt Landsting Selvstyrekommissionens betækning, herunder de anbefalinger som kommissionen havde fremsat. Med sin vedtagelse godkendte Landstinget, at der skulle arbejdes for, at den danske regering anerkender:
- Fuld ret til selvbestemmelse for Grønland under selvstyre inden for rammerne af rigsfællesskabet
- Anerkendelse af det grønlandske folk som et folk i henhold til folkeretten
- Anerkendelse af det grønlandske folks ejendomsret til alle naturgivne ressourcer, der findes i og omkring Grønland
- Anerkendelse af at Grønlands udenrigs- og sikkerhedspolitik fastlægges af selvstyrets egne myndigheder og disse deltager som ligeværdige partnere når rigets fælles udenrigs- og sikkerhedspoltik vedrørende Grønland fastlægges
- At dele eller hele justitsvæsenet i Grønland på sigt overføres til Grønland, så grønlandsk lovgivning fastlægger de nærmere bestemmelser om domstolene.

Den videre proces mod selvstyre foregik inden for rammerne af Den grønlandsk-danske Selvstyrekommission. Grønlands landsstyreformand Hans Enoksen og statsminister Anders Fogh Rasmussen underskrev den 21. juni 2004, på 25-årsdagen for indførelse af hjemmestyre i Grønland, et kommissorium for kommissionen, der skulle overveje og stille forslag til, hvordan de grønlandske myndigheder kunne overtage yderligere kompetence, hvor dette var forfatningsmæssigt muligt.
Kommissionen skulle basere sit arbejde på princippet om overensstemmelse mellem rettigheder og pligter, herunder at stille forslag til en nyordning af det økonomiske mellemværende mellem Grønland og Danmark. Det fremgik desuden af kommissoriet, at det alene tilkommer det grønlandske folk at afgøre, hvorvidt Grønland ønsker selvstændighed.
På grund af nyvalg til såvel Folketinget som Landstinget i 2005 forventedes Selvstyrekommissionen først at kunne afslutte arbejde i løbet af 2007 – et år senere end oprindelig planlagt.